# Арга
Арга́ (рос. Арга, ерз. Емла Кяшал) — село у складі Атюр'євського району Мордовії, Росія. Входить до складу Атюр'євського сільського поселення.
Населення — 100 осіб (2010; 105 у 2002).
Національний склад станом на 2002 рік:
- мордва — 97 %